# رايكا
كريستينا ماريا ريدر (ولدت في 13 مارس 1986) المعروفة فنياً باسم ريكا مغنية وكاتبة اغاني سويسرية كندية من فانكوفر، كولومبيا البريطانية.في 12 مايو 2016 ، مثلت سويسرا في مسابقة الأغنية الأوروبية 2016 في ستوكهولم مع أغنية «آخر من نوعنا». غنت في الدور نصف النهائي الثاني للحدث.

## روابط خارجية
- "Rykka" الموقع الرسمي.
- رايكا على موقع ميوزك برينز (الإنجليزية)
- رايكا على موقع أول ميوزيك (الإنجليزية)
- رايكا على موقع ديسكوغز (الإنجليزية)